# محمد فرح

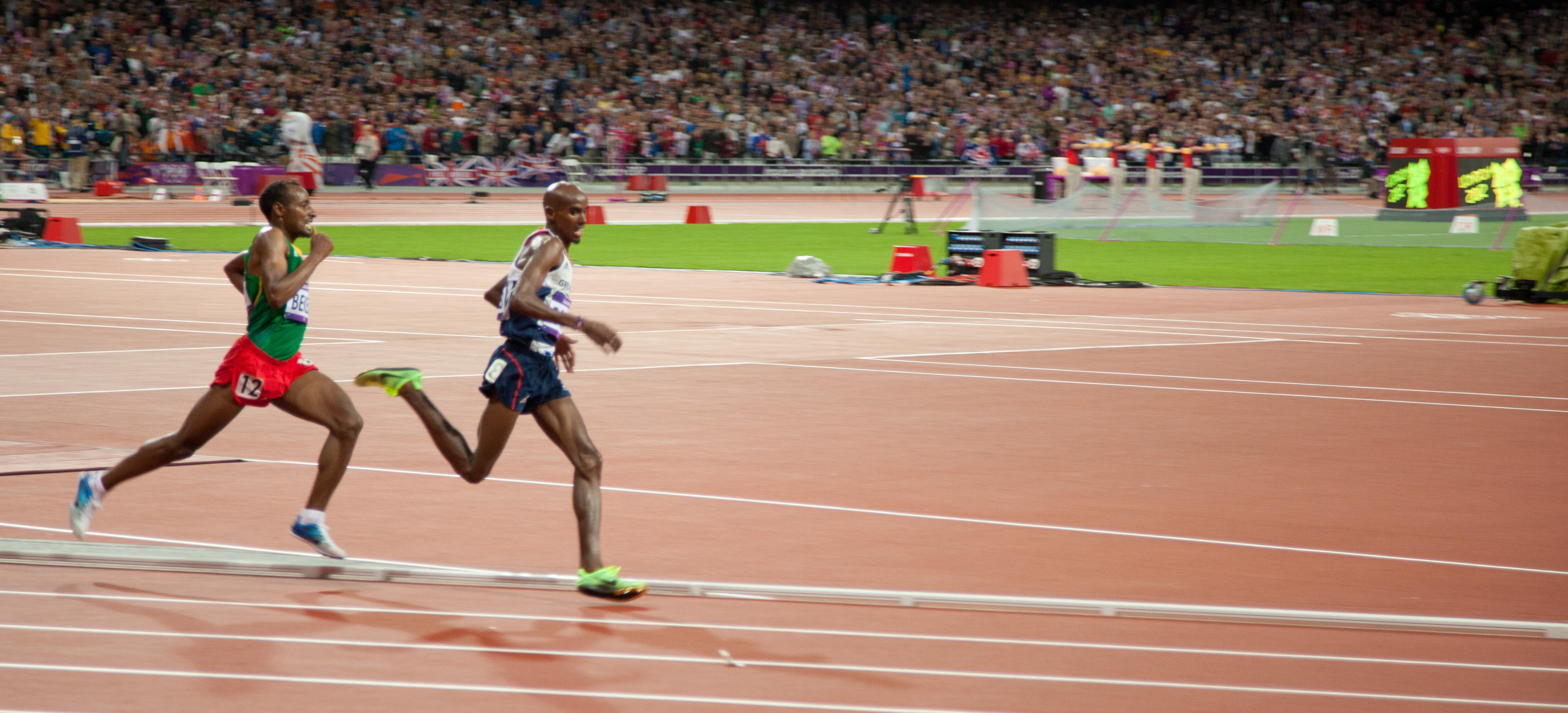
محمد فرح جلوتر از تاریکو بکله در اواخر مسابقه ۱۰۰۰۰ متر المپیک لندن

سر محمد فرح با نام تولد حسین عبدی کاهین (انگلیسی: Mohamed Farah؛ زاده ۲۳ مارس ۱۹۸۳) دوندهٔ دوهای استقامت سومالیایی‌تبار اهل بریتانیا است. وی در المپیک ۲۰۱۲ لندن و قهرمانی جهان ۲۰۱۳ مدال طلای دوهای ۵۰۰۰ متر و ۱۰۰۰۰ متر را کسب کرده و در قهرمانی جهان ۲۰۱۱ نیز مدال طلای ۵۰۰۰ متر و مدال نقره ۱۰۰۰۰ متر را کسب کرده‌است. محمد فرح یکی از دو دونده‌ای است که هم در المپیک و هم در قهرمانی جهان موفق به قهرمانی در هر دو رشتهٔ ۵ و ۱۰ هزار متر شده‌اند.
۵ هزار متر و ۱۰ هزار متر رشته‌های تخصصی فرح هستند، ولی او گاهی در مسابقات دو صحرانوردی و رشته‌های نیمه‌استقامتی ۳۰۰۰ متر و ۱۵۰۰ متر هم مسابقه می‌دهد و رکورد اروپا و بریتانیا در این دو رشته را هم در اختیار دارد. فرح در ماراتن ۲۰۱۴ لندن برای اولین بار در یک مسابقه ماراتن شرکت کرد و با زمان ۲:۰۸:۲۱ رکورد جدیدی را برای بریتانیا ثبت کرد.
محمد فرح که در بریتانیا به «مو فرح» معروف است، رکورد اروپا در دوهای ۱۰۰۰۰ متر، ۱۵۰۰ متر و دو مایل و ۵۰۰۰ متر داخل سالن، و رکورد بریتانیا در دوهای نیمه‌ماراتن، ۵۰۰۰ متر و ۳۰۰۰ متر داخل سالن را در اختیار دارد.
فرح به‌طور کلی یک دوندهٔ تاکتیکی است که منتظر فرصت مناسب برای سبقت گرفتن از دونده‌های پیشرو می‌ماند؛ اما به تازگی سعی می‌کند به خصوص در مسافت‌های طولانی‌تر از آهنگ دویدن یکسان و متوازن تری استفاده می‌کند. وی از سال ۲۰۱۱ آلبرتو سالازار را به عنوان مربی خود انتخاب کرده و بخشی از سال را به آمریکا می‌رود تا زیر نظر سالازار تمرین کند. در المپیک ۲۰۱۲ لندن فرح و گالن روپ که زیر نظر سالازار تمرین می‌کردند در دو ۱۰۰۰ متر به مدال طلا و نقره رسیدند.

## افتخارات
محمد فرح در سال ۲۰۱۳ نشان CBE سومین رتبهٔ عالی شوالیه‌گری را از ملکه بریتانیا دریافت کرده‌است. در حالی‌که بسیاری از جمله دیوید کمرون نخست‌وزیر و گری ساتکلیف وزیر ورزش بریتانیا معتقدند که وی باید درجهٔ عالی تری را دریافت کند.
وی به عنوان بهترین ورزشکار دو و میدانی اروپا در سال‌های ۲۰۱۱ و ۲۰۱۲ انتخاب شده و در سال ۲۰۱۳ برای پنجمین جایزه بهترین ورزشکار دو و میدانی سال بریتانیا را دریافت کرد. فرح تنها ورزشکار دو و میدانی بریتانیایی است که در یک دوره مسابقات قهرمانی جهان، برنده دو مدال طلای شده‌است؛ تاکنون هیچ ورزشکار دو و میدانی بریتانیا ۵ مدال طلای المپیک و قهرمانی جهان را دریافت نکرده‌است.

## زندگی شخصی
فرح در ۲۳ مارس ۱۹۸۳ با نام حسین عبدی کاهین در موگادیشو، پایتخت سومالی، به دنیا آمد. سال‌های کودکی را در جیبوتی گذراند و در هشت‌سالگی به بریتانیا مهاجرت کرد. پدرش، مختار فرح، متخصص آی‌تی و شهروند بریتانیا است و در لندن به دنیا آمده‌است.
محمد فرح یک مسلمان معتقد است و پیش از هر مسابقه قرآن و دعا می‌خواند؛ اما در جریان بازی‌های المپیک تابستانی گفته بود که روزه‌های ماه رمضان را پس از مسابقات، به‌جا می‌آورَد.

## رکوردهای شخصی
| نوع       | مسافت       | رکورد                   | تاریخ | مکان                      |
| --------- | ----------- | ----------------------- | ----- | ------------------------- |
| پیست      | ۸۰۰ متر     | ۱:۴۸٫۶۹                 | ۲۰۰۳  | ایتون، برکشایر            |
| پیست      | ۱۵۰۰ متر    | ۳:۲۸٫۸۱ رکورد اروپا     | ۲۰۱۳  | موناکو                    |
| پیست      | یک مایل     | ۳:۵۶٫۴۹                 | ۲۰۰۵  | لندن                      |
| پیست      | ۳۰۰۰ متر    | ۷:۳۶٫۸۶                 | ۲۰۱۳  | لندن                      |
| پیست      | دو مایل     | ۸:۲۰٫۴۷                 | ۲۰۰۷  | لندن                      |
| پیست      | ۵۰۰۰ متر    | ۱۲:۵۳٫۱۱ رکورد بریتانیا | ۲۰۱۱  | موناکو                    |
| پیست      | ۱۰۰۰۰ متر   | ۲۶:۴۶٫۵۷ رکورد اروپا    | ۲۰۱۱  | اورگن                     |
| داخل سالن | ۱۵۰۰ متر    | ۳:۳۹٫۰۳                 | ۲۰۱۲  | گلاسکو                    |
| داخل سالن | یک مایل     | ۳:۵۷٫۹۲                 | ۲۰۱۲  | بوستون                    |
| داخل سالن | ۳۰۰۰ متر    | ۷:۳۴٫۴۷ رکورد بریتانیا  | ۲۰۰۹  | بیرمنگام                  |
| داخل سالن | دو مایل     | ۸:۰۸٫۰۷ رکورد بریتانیا  | ۲۰۱۲  | بیرمنگام                  |
| داخل سالن | ۵۰۰۰ متر    | ۱۳:۱۰٫۶۰ رکورد اروپا    | ۲۰۱۱  | بیرمنگام                  |
| جاده      | ۱۰ کیلومتر  | ۲۷:۴۴                   | ۲۰۱۰  | لندن                      |
| جاده      | ۱۵ کیلومتر  | ۴۳:۱۳+                  | ۲۰۰۹  | پورتسموث                  |
| جاده      | نیمه ماراتن | ۱:۰۰:۱۰ رکورد بریتانیا  | ۲۰۱۳  | بوپا گریت نورت            |
| جاده      | ماراتن      | ۲:۰۵:۱۱                 | ۲۰۱۸  | ماراتن شیکاگو رکورد اروپا |